# Olaf J. de Landell
Olaf J. de Landell, pseudoniem van Jan Bernard Wemmerslager van Sparwoude (Cirebon (Java), 16 mei 1911 – Hilversum, 26 april 1989), was een Nederlands schrijver. Hij noemde zich Olaf de Landell, maar omdat hij bijgelovig was beschouwde hij dertien letters als gevaarlijk en voegde een J. toe.

## Loopbaan
In 1935 verscheen zijn eerste roman Wij moderne menschen, waarvan niet veel exemplaren zijn verkocht. In de Tweede Wereldoorlog had zijn uitgever hem aangemeld bij de Kultuurkamer, wat hem na de oorlog kwam te staan op een jaar publicatieverbod. Hij kreeg iets meer bekendheid toen zijn boek De appels bloeien uit 1950 een aanmoedigingsprijs kreeg bij het inzenden voor het Boekenweekgeschenk. Een jaar later kreeg hij met De porseleintafel de eerste plaats: het Boekenweekgeschenk 1951. Hij won hiermee tweeduizend gulden. 
In 1956 werd door de Algemene Nederlandse Bond van Leenbibliotheekhouders een novelle van De Landell als het Leesweekgeschenk 1956 uitgegeven. Daarbij werden de lezers uitgenodigd een titel te bedenken. In januari 1957 werd de uitslag bekend: De kantélen kantelen. De winnaar kreeg tweehonderd gulden. In 1957 publiceerde hij Een vaartuig voor de herinnering, een roman over de Egyptische koningin Anchesenamon. Hij trad veel op voor de radio bij de AVRO, onder meer voor de programma's Harp der minne (1950) en De lachende Hollander vanaf 1953.
Vanaf 1966 werden van hem geleidelijk meer boeken verkocht, al werd hij niet echt erkend als "groot schrijver". In 1974 tot en met 1976 verscheen zijn bekendste werk, de trilogie over de Porseleinboom. Dit is eigenlijk het verhaal van de fabriek van Jaarsma, de familie van moederskant. Minder bekend zijn de vertalingen uit het Duits en Frans die hij gemaakt heeft, waaronder Jean Effel. Verder heeft hij ook korte verhalen geschreven in tijdschriften als Margriet, Libelle, Katholieke Illustratie, Avrobode, Revue, Speel, Toer, Vrouw en haar huis en Pour vous madame.
De Landell schreef veel toneelspelen en een aantal hoorspelen voor de radio. Een van die hoorspelen Paladonië, uitgezonden in het najaar van 1955, is de basis geweest voor het boek Met hermelijn-stappen. In het najaar van 1979 werd zijn trilogie over de porseleinspiegel als hoorspel uitgezonden. Jos Brink speelde de hoofdrol Harm van Wellaert-van Andenbeeck.
In 1952 schreef De Landell het wagenspel De schat dat hij voor vijftig gulden verkocht aan Ons leekenspel, een bureau voor lied, spel, muziek en dans in Bussum. Het stuk verscheen in het blad Speel, met spoel op de spelewei. In latere jaren schreef hij nog vele verhalen in Speel, bijvoorbeeld In het bos van reus Groenegroot in 1964.

## Berkel-Enschot
In 1960 werd hij uitgenodigd in het Brabantse Berkel-Enschot te helpen bij het regisseren van het toneelstuk Haat en liefde, een bewerking van twee verhalen uit zijn boek Nachtfluistering uit de Tweede Wereldoorlog. Een jaar later schreef en regisseerde hij De duivel in het dorp. Zijn verblijf was voor een Brabants dorp in die tijd een hele cultuurschok. Zijn belevenissen (in milde vorm) zijn terug te vinden in het boek Ter Ere van. Berkel-Enschot werd daarin Rennevoirt genoemd. Ter ere van dit boek heeft een basisschool in Berkel-Enschot die naam gekregen. De Landell heeft deze school geopend. Een aantal spelers uit de twee opgevoerde toneelstukken richtte in 1964 de toneelvereniging De Torenspelers op.